# Aloe greenii
Aloe greenii é uma espécie de liliopsida do gênero Aloe, pertencente à família Asphodelaceae.